# Valentina Camara
Valentina Camara (18 de novembro de 1993, Rio Negro, Argentina) é uma futebolista argentina. Foi parte da Seleção Argentina de Futebol Feminino durante a Copa América de 2018 que se levou a cabo em Chile. Actualmente joga como central no Club Atlético Belgrano

## Trajectória
Camara começou o seu percurso como futebolista no Clube Atlético Racing de Cordoba onde jogou até 2016, ano no que se incorporou ao Club Atlético Belgrano, onde segue jogando actualmente. 
Além de jogar ao futebol é licenciada em cinesiologia. 

## Torneios
- 2013: Campeã do Torneio Clausura Liga Cordobesa
- 2013: 3ª posto da Copa Rio Negro Uruguai
- 2014: Campeã do Torneio Abertura Liga Cordobesa
- 2014: Campeã do Torneio Clausura Liga Cordobesa
- 2014: Campeã Anuais Liga Cordobesa
- 2015: Subcampeona do Torneio Nacional de Jujuy
- 2015: Campeã Jogos Universitários Nacionais
- 2016: Campeã da Cordoba Cup
- 2016: Liga Cordobesa de futebol 2016 torneio abertura – torneio clausura.
- 2017: Cordoba Cup
- 2017: Liga Cordobesa de Futebol – torneio clausura[1]